# マダムケロコ
マダムケロコ（1952年9月14日 - ）は、日本のラジオパーソナリティーである。本名:本告節子(もとつぐ せつこ)、旧姓:名郷根。

## 来歴・人物
北海道出身、旭川市在住。北海道札幌東高等学校、北星学園大学出身。
1973年、HBCラジオにてジャンボ秀克との番組「ジャンボミュージックナイター・ジャンボ&ケロコのHBCベスト100マラソンランキング」でデビュー。当時の芸名はHBCの鈴木ディレクターが命名した「ケロコ伊藤」。当時体重35kgでカエルに似ているという理由でこう名付けられた。デビューしたばかりの頃は「北海道の研ナオコ」と言われたこともあった。以後10年間HBCラジオでパーソナリティーを務める。その後結婚して現在の芸名に改名し、1983年旭川市に移住。現在はFMりべーるパーソナリティー。2003年にリリースした曲「主人の母でなかったら・・。」は義母の介護経験をテーマにし、「大沢悠里のゆうゆうワイド」（TBSラジオ）で話題となった。音楽グループLEGENDのファンで、ライブやディナーショーがあるときは札幌まで見に行ったり、自身の番組で何度も曲をかけている。2015年よりFMりべーる取締役。
家族は、夫と東京で働いている娘がいる。身長154cm 。

## 出演

### 現在
- マダムケロコのちょっと長話（FMりべーる　月 - 水 10:00 - 12:00 生放送、木 - 金 10:00 - 11:00 録音放送。1998年4月 -）
- カーナビラジオ午後一番!（HBCラジオ　月曜のコミュニティFMコーナーのFMりべーる担当として不定期で電話出演）

### 過去
- ジャンボミュージックナイター・ジャンボ&ケロコのHBCベスト100マラソンランキング （HBCラジオ　1973年10月 - 1983年3月のナイターオフ期、2012年3月17日)
- 山ちゃん美香の朝ドキッ!　（HBCラジオ　2012年1月12日）
- ウィークエンドGO!GO! （HBCラジオ 1976年10月9日 - 1984年12月29日）

## 連載
- ケロコの介護日誌（『フィットあさひかわ』2000年3月号-2003年1月号）
- ケロコのまた、言ってしまった（『フィットあさひかわ』2008年5月号-）

## 書籍
- ケロコの介護日誌（2002年）

## CD
- 主人の母でなかったら・・。（日本クラウン2003年12月3日）